# Коршунова, Людмила Прокопьевна
Людми́ла Проко́пьевна Ко́ршунова (род. 20 июля 1950) — советская и российская актриса театра и кино, Народная артистка России (1996).

## Биография
Людмила Прокопьевна Коршунова родилась 20 июля 1950 года[где?].
- Окончила Саратовское театральное училище
  - работала в Саратовском ТЮЗе.
- 1976 год — актриса Рязанского театра драмы.

## Творчество

### Театральные работы

#### Саратовский ТЮЗ
- Алёнушка («Аленький цветочек» по С. Аксакову)
- Джемма («Итальянская трагедия» по роману «Овод» Э. Л. Войнич)
- Кадича («Тополёк мой в красной косынке» по Ч. Айтматову)

#### Рязанский драмтеатр
- Софья («Горе от ума» А. С. Грибоедова)
- Ариадна («Гнездо глухаря» В. Розова)
- Мармион («Сергей Есенин» Н. Шундика)
- Варя («Вишнёвый сад» А. П. Чехова)
- Маргарет («Кошка на раскалённой крыше» Т. Уильямса)
- Миссис Винэбл («Внезапно, прошлым летом» Т. Уильямса)
- Леди Эрлин («Веер леди Уиндермир» О. Уайльда)
- Королева Элинор («Лев зимой» Дж. Голдмена)
- Мурзавецкая («Волки и овцы» А. Островского)
- Графиня Томская («Пиковая дама» А. С. Пушкина)
- Москалева («Дядюшкин сон» по Ф. М. Достоевскому)
- Филумена («Филумена Мортурано» Э. Де Филиппо)
- «Вас вызывает Таймыр» А. Галича
- Хлестова («Горе уму» по А. С. Грибоедову)
- Надежда Чебоксарова («Бешеные деньги» А. Н. Островского)
- Маркиза де Мертей («Опасные связи» по Ш. де Лакло)
- Принцесса Космонополис («Сладкоголосая птица юности» Т. Уильямса)
- Екатерина Кондратьевна Первухина — «Вышел ангел из тумана»
- Феона — «Не всё коту масленица»
- Тётя Марта — «Выдать Джанет замуж»

## Фильмография
| Год  |   | Название                 | Роль                           |    |
| ---- | - | ------------------------ | ------------------------------ | -- |
| 2002 | с | Две судьбы               | мать Лиды                      |    |
| 2003 | с | Замыслил я побег         | 'Эпизод'                       | ру |
| 2010 | с | Судьбы загадочное завтра | 'Никитична, соседка Прокопцов' | ру |

## Общественная деятельность
Людмила Прокопьевна — председатель Рязанского отделения Союза театральных деятелей России.

## Награды
- 01.10.1982 — Заслуженная артистка РСФСР.
- 29.01.1996 — Народная артистка России[1].